# محور عدلي منصور
محور عدلي منصور ببني سويف هو جسر في بني سويف، بني سويف، مصر ويربط غرب النيل بشرق النيل.

## المواصفات
يبلغ طوله 7 كم وعرضه 29 م بتكلفة إجمالية  1.147 مليار جنيه بعدد 3 حارات مرورية  لكل اتجاه ويشمل 8 عمل صناعى ( 7 كوبرى -1 نفق ) وأن المحور يعتبر امتدادا لطريق الكريمات / الزعفرانة على البحر الأحمر.
يضم المحور 3 كباري يصل طولها إلى 1 كيلو و400 متر، منها 680 مترًا على النيل، 450 مترًا على السكة الحديد والإبراهيمية والطريق الزراعي، و450 مترًا على طريق ديمو الفيوم.

## أهداف إنشاءه
ويهدف إلى ربط المناطق الصناعية ببياض العرب والمحاجر والمناطق السياحية والأديرة والكنائس والطريق الصحراوي الشرقي وطريق الجيش الحر شرق النيل بمناطق التنمية الصناعية بكوم أبو راضي والمناطق الزراعية غرب بني سويف وجنوب الفيوم وطريق الصعيد الصحراوي الغربي غرب النيل مروراً بالمناطق السكنية والزراعية ومدينة بني سويف في وادي النيل.